# Finn Den Hertog
Finn Den Hertog, es un actor escocés.

## Biografía
Finn es hijo de la actriz Anne Louise Ross.

## Carrera
En el 2014 apareció en la séptima temporada de la serie M.I.High donde dio vida al agente Hamish Campbell, el anterior jefe del M.I.9.
Ese mismo año se unió al elenco recurrente de la primera temporada de la serie Outlander donde interpretó a Willie, un miembro del grupo de Colum MacKenzie (Gary Lewis) hasta el 2015.

## Filmografía

### Series de Televisión
| Año         | Título                    | Personaje       | Notas                             |
| ----------- | ------------------------- | --------------- | --------------------------------- |
| 2014 - 2015 | Outlander                 | Willie          | 8 episodios                       |
| 2014        | M.I.High                  | Hamish Campbell | 5 episodios                       |
| 2013 - 2014 | Shetland                  | Drew            | 5 episodios                       |
| 2013        | Badults                   | Marcus          | episodio "Past"                   |
| 2013        | The Field of Blood        | Danny Burnett   | episodio "The Dead Hour: Part 1"  |
| 2009        | How Not to Live Your Life | Joven en el Pub | episodio "Don's New Flatmate"     |
| 2008        | Taggart                   | Mickey Hood     | episodio "Crossing the Line"      |
| 2007        | Rebus                     | Protestante     | episodio "The Naming of the Dead" |

### Películas
| Año  | Título  | Personaje | Notas |
| ---- | ------- | --------- | --- |
| 2006 | CHEM087 | -         | corto - junto a Johnny Austin, Sean Biggerstaff, Rosalind Davidson, Diana Elmegaard, Paul Kelly & John McFarlane |